# Серен Киркегор
Серен Оби Кјеркегор (дан. Søren Aabye Kierkegaard; Копенхаген, 5. мај 1813 — Копенхаген, 11. новембар 1855) био је дански теолог, филозоф, песник, друштвени критичар и религиозни писац који се сматра првим егзистенцијалистичким филозофом. Писао је критичке текстове о организованој религији, хришћанству, моралу, етици, психологији и филозофији религије, показујући наклоност метафорама, иронији и параболама. Велики део његовог филозофског рада бави се питањима како се живи као „један појединац“, дајући предност конкретној људској стварности над апстрактним размишљањем и наглашавајући важност личног избора и посвећености. Био је против књижевних критичара који су дефинисали идеалистичке интелектуалце и филозофе свог времена, и сматрао је да су Сведенборга, Хегела, Фихтеа, Шелинга, Шлегела и Ханса Кристијана Андерсена „учењаци“ пребрзо „схватили“.
Кјеркегоров теолошки рад се фокусира на хришћанску етику, институцију Цркве, разлике између чисто објективних доказа хришћанства, бесконачне квалитативне разлике између човека и Бога и субјективни однос појединца према Богочовеку Исусу Христу, који је дошао кроз веру.  Велики део његовог дела се бави хришћанском љубављу. Био је изузетно критичан према доктрини и пракси хришћанства као религије коју контролише држава (цезаропапизам) попут Данске цркве. Његов психолошки рад истраживао је емоције и осећања појединаца када су суочени са животним изборима. Насупрот Жан-Полу Сартру и парадигми атеистичког егзистенцијализма, Кјеркегор се фокусирао на хришћански егзистенцијализам.
Кјеркегоров рани рад написан је коришћењем псеудонима како би се представила посебна гледишта која су у интеракцији у сложеном дијалогу. Посебно сложене проблеме је истраживао са различитих гледишта, сваки под различитим псеудонимом. Док научници уче о свету посматрањем, Кјеркегор је одлучно порицао да само посматрање може открити унутрашње функционисање света духа.
Неке од кључних Кјеркегорових идеја укључују концепт „субјективне и објективне истине“, витеза вере, дихотомију присећања и понављања, стрепњу, бесконачну квалитативно разликовање, веру као страст и три етапе на животном путу. Кјеркегор је писао на данском и рецепција његовог дела је у почетку била ограничена на Скандинавију, али су до краја 20. века његови списи преведени на француски, немачки и друге главне европске језике. До средине 20. века, његова мисао је извршила значајан утицај на филозофију, теологију и западну културу.

## Биографија
Кјеркегор родио се 5. маја 1813. године у Копенхагену. Његов лични живот обележили су догађаји које је данско друштво сматрало скандалознима, а ту спадају: породична митологија, раскид веридбе с Регином Олсен, напад сатиричног листа,, Гусар“ на Серена и иступи филозофа против Цркве.
Серенов отац, Микал, потицао је из сиромашне породице. У младости је у необично тешким условима чувао овце, и тако је проклео Бога због свога тешког живота. То је основ првог породичног мита. Тумачећи свој грех по Старом завету, отац је сматрао да ће Бог због његова преступа кажњавати целу породицу, те је децу васпитао у духу верског фанатизма. Послат у Копенхаген када му је било 12 година и отац будућег филозофа се брзо осамосталио и обогатио. Млади Серен је, међутим, готово целокупну имовину коју је наследио од оца утрошио на штампање књига, а последњу пару наменио је за штампање антицрквених летака, који су излазили под заједничким називом „Тренутак“.
Основ другог породичног мита је то што је Серенова мајка била друга жена његовог оца. Венчали су се годину дана после смрти његове прве жене, а четири месеца касније се родило њихово прво дете. По религијском моралу - згрешили су. У другом браку отац је имао седморо деце, од којих је Серен био најмлађи. Мајка и петоро деце, од који четворо нису чак ни дочекали 33 године - Христов век, умрли су, из чега је Кјеркегоров отац закључио да је то божја казна због почињеног греха.
Суморна атмосфера у кући узрок је што Серен није у року завршио теолошке студије, које је започео 1830. године. Као двадесеттрогодишњак сели се из куће и води распустан живот, иако је отац више пута покушавао да га врати са грешног пута. Изненадна очева смрт 1838. године навела га је да заврши прекинуте студије. Завршне испите полаже 1840. године, а већ следеће године завршава дисертацију под насловом „О појму ироније“. Завршетак његових студија се временски поклапа са „Регининим случајем“. Септембра 1840. године Серен се верио с Регином Олсен, а после непуних годину дана раскида веридбу. Појединостима и узроцима раскида посветио је цело поглавље књиге „Стадијуми на животном путу“, под насловом „Крив? Некрив? Историја патње. Психолошки експеримент“.
После боравка у Берлину, где је слушао предавања Шелинга, која су га брзо разочарала, почиње раздобље стваралачке еуфорије, које траје од 1843. до 1846, односно до године у којој је Кјеркегор очекивао своју смрт. Најпре је објавио књигу под антихегеловским насловом „Или-или“, која се појавила под псеудонимом Виктор Еремит. Књига приказује два типа живота: естетски, слободан од одговорности, и етички, у коме се човек подређује захтевима друштвеног живота. Завршни део књиге садржи и пропозицију религијског типа живота. Између тих типова живота нема компромиса. Постоји алтернатива: или, или.
Убрзо потом појавила се књига „Понављање“, издата под псеудонимом Константин Константинус. Истовремено појавила се књига „Страх и дрхтање“, коју је објавио под псеудонимом Јоханес де Силенцио. Обе књиге се допуњавају представљајући догађај у литератури и филозофији, а кроз обе књиге се такође провлачи и проблем Регине и оца.
Потом Кјеркегор пише „Филозофске мрвице“ и „Завршни ненаучни постскриптум уз филозофске мрвице“. У филозофском погледу то су његове најважније књиге. „Појам стрепње“, наредна књига, садржи психолошку интерпретацију беспредметне стрепње, као и њену конфронтацију са догмом првог греха.
Током девет година које су уследиле после датума очекиване смрти написао је једва три књиге. На самртној постељи је завршио писање „Дневника“, који је имао чак 2845 страна. Овај највећи дански филозоф последње дане провео је у болници у којој је умро 11. новембра 1855. године. На надгробном споменику уклесан је, у складу са филозофовом жељом, стих из Брорсонове црквене песме: „Det er en liden tid, saa har jeg vunden...“
Кјеркегоров значај за развитак европске филозофије уопште постао је видљив тек почетком прошлог века, а највећи је утицај имао на развитак егзистенцијалистичке мисли двадесетих и тридесетих година, који се одржао све до наших дана.
Пре него што је десети број његовог периодичног часописа „Тренутак“ могао да изађе, Кјеркегор се срушио на улици. У болници је остао више од месец дана и одбио је причест. У то време сматрао је пастире пуким политичким званичницима, нишом у друштву која очигледно није била представник божанског. Емилу Боесену, пријатељу из детињства, који је водио евиденцију својих разговора са Кјеркегором, рекао је да је његов живот био неизмерна патња, што је можда другима изгледало као узалудно, али он то није мислио.
Кјеркегор је умро у Фредериковој болници након више од месец дана, вероватно од компликација услед пада који је у младости добио када је пао са дрвета. Професор Кар Вејсман и научник за књижевност Јенс Стаубранд сугерирају да је Кјеркегор умро од Потове болести, облика туберкулозе. Покопан је у Assistens Kirkegård iу делу Норебро у Копенхагену. На Кјеркегоровој сахрани, његов нећак Хенрик Лунд направио је хаос протестујући против Кјеркегоровог сахрањивања од стране званичне цркве. Лунд је тврдио да Кјеркегор никада не би одобрио, да је био жив, пошто је провалио институцију и проказао је. Лунд је касније кажњен због ометања сахране.

## Филозофија
Кјеркегор је назван филозофом, теологом, оцем егзистенцијализма,  и атеистичким и теистичким варијацијама, књижевним критичаром, социјалним теоретичаром, хумористом, психологом, и песником. Две његове утицајне идеје су „субјективност“ [а] и појам у народу познат као „скок вере“. Међутим, дански еквивалент енглеској фрази „скок вере“ не појављује се у оригиналном данском језику, нити се енглеска фраза налази у актуелним преводима Кјеркегорових дела на енглески језик. Кјеркегор у својим делима много пута помиње концепте „вере“ и „скока“.
Скок вере је његово схватање како би појединац веровао у Бога или како би се човек понашао у љубави. Вера није одлука заснована на доказима да су, рецимо, одређена веровања о Богу истинита или је одређена особа вредна љубави. Ниједан такав доказ никада не би могао бити довољан да у потпуности оправда врсту потпуне посвећености истинској верској вери или романтичној љубави. Вера ионако укључује преузимање те обавезе. Кјеркегор је сматрао да имати поверење истовремено значи сумњати. Тако, на пример, да би човек заиста имао веру у Бога, такође би морао сумњати у своја веровања у Бога; сумња је рационални део човекове мисли који је укључен у вагање доказа, без којих вера не би имала стварну суштину. Неко ко не схвата да је хришћанска доктрина у основи сумњичава и да не може бити објективне сигурности у њену истину, нема веру, већ је само лаковеран. На пример, није потребна вера да бисмо веровали да постоји оловка или сто када га неко гледа и додирује. На исти начин, веровати у Бога значи знати да човек нема перцептивни или било који други приступ Богу, а опет и даље верује у Бога. Кјеркегор пише, „сумњу побеђује вера, баш као што је вера донела сумњу на свет“.

Кјеркегор такође наглашава важност сопства и његов однос према свету, као основа у саморефлексији и интроспекцији. У закључивању ненаучног постскрипта за филозофске фрагменте тврдио је да је „субјективност истина“ и „истина је субјективност“. То има везе с разликом између онога што је објективно истинито и субјективног односа појединца (попут равнодушности или посвећености) тој истини. Људи који у неком смислу верују у исте ствари могу се сасвим различито односити према тим веровањима. Двоје људи могу веровати да су многи из њихове околине сиромашни и да заслужују помоћ, али ово знање може навести само једног од њих да одлучи да заиста помогне сиромашнима. Тако је то рекао Кјеркегор: „Каква је непроцењива статистика изума, какав је величанствени плод културе, какав је карактеристичан пандан античкој de te narratur fabula [прича се о вама]. Шлихермахер тако одушевљено изјављује да знање не нарушава религиозност и да религиозна особа не седи заштићена громобраном и не руга се Богу, али уз помоћ статистичких табела човек се смеје целом животу. “ Другим речима, Кјеркегор каже: „Ко има тежи задатак: учитељ који предаје о озбиљним стварима на метеорској удаљености од свакодневног живота - или онај који треба да га употреби?“ Ево како је то сумирано 1940:
Кјеркегор не пориче плодност или ваљаност апстрактног мишљења (наука, логика и тако даље), али негира било какво празноверје које се претвара да је апстрактно теоретизовање довољан закључни аргумент за људско постојање. Сматра да је неопростив понос или глупост кад мисли да безлична апстракција може одговорити на виталне проблеме људског свакодневног живота. Логичке теореме, математички симболи, физичко-статистички закони никада не могу постати обрасци људског постојања. Бити човек значи бити конкретан, бити ова особа овде и сада у овом одређеном и одлучујућем тренутку, лицем у лице са овим одређеним изазовом.

-C Svere Norborg, David F. Swenson, учењак, учитељ, пријатељ. Миннеаполис, The University of Minnesota, 1940, pp. 20–21
Кјеркегор првенствено говори о субјективности у погледу верских питања. Као што је већ напоменуто, он тврди да је сумња елемент вере и да је немогуће стећи било какву објективну сигурност у погледу верских доктрина попут постојања Бога или Христовог живота. Највише чему би се могао надати био би закључак да је вероватно да су хришћанске доктрине истините, али ако би неко веровао у такве доктрине само у оној мери у којој се чинило да је тачна, он или она не би били искрено религиозни. Вера се састоји у субјективном односу апсолутне посвећености овим доктринама.

### Филозофска критика
Међу чувене Кјеркегорове филозофске критичаре 20. века спадају Теодор Адорно и Емануел Левинас. Нерелигиозни филозофи попут Жан-Пола Сартра и Мартина Хајдегера подржавали су многе аспекте Кјеркегорових филозофских ставова, али су одбацивали неке од његових религиозних ставова. Један критичар написао је да је Адорнова књига Kierkegaard: Construction of the Aesthetic „најнеодговорнија књига икад написана о Кјеркегору“, јер Адорно дословно узима Кјеркегорове псеудониме и гради филозофију због које делује неконцизно и неразумљиво. Други рецензент каже да је „Адорно [далеко] од веродостојнијих превода и тумачења Сабраних дела Кјеркегора која имамо данас“.
Левинасов главни напад на Кјеркегора усредсредио се на његове етичке и религиозне фазе, посебно у Страху и дрхтању. Левинас критикује скок вере рекавши да је ова суспензија етичког и скок у религију врста насиља („скок вере“, наравно, представљен је псеудонимом, што не представља сопствено гледиште Кјеркегора, али намерава да подстакне тачна врста дискусије којом су се бавили његови критичари). Изјављује: "Кјеркегорско насиље започиње када је егзистенција присиљена да напусти етичку сцену како би се ступило на религиозну сцену, домен веровања. Али веровање више није тражило спољашње оправдање. Чак и изнутра, комбиновало је комуникацију и изолацију, а тиме и насиље и страст. То је порекло одбацивања етичких феномена у секундарни статус и презира етичког темеља бића који је, преко Ничеа, довело до аморализма новијих филозофија."

Левинас је указао на јудео-хришћанско веровање да је Бог тај који је први заповедио Авраму да жртвује Исака и да је анђео наредио Авраму да престане. Да је Аврам заиста био у религиозном царству, не би слушао заповест анђела и требало је да настави да убија Исака. Левинасу се „превазилажење етике“ чини као рупа у којој се потенцијалне убице могу оправдати за њихов злочин и стога је неприхватљиво. Једна занимљива последица Левинасове критике је да се чинило да открива да је Левинас гледао на Бога као пројекцију унутрашње етичке жеље, а не као апсолутни морални агент. Међутим, једна од главних Кјеркегорових тачака у Страху и дрхтању била је да религијска сфера укључује етичку сферу; Аврам је веровао да је Бог увек на овај или онај начин етички у праву, чак и када заповеди некоме да убије. Стога је дубоко у себи Аврам имао веру да Бог, као апсолутни морални ауторитет, никада неће дозволити да на крају учини нешто тако етички гнусно као што је убиство сопственог детета, и зато је прошао тест слепе послушности насупрот моралном избору. Указивао је на то да Бог, као и Богочовек Христос, не говори људима све када их шаље у мисију и поновио је то у Фазама на животном путу.
Замишљам Бога као онога који одобрава у прорачунатој будности, верујем да одобрава сплетке, а оно што сам прочитао у светим књигама Старог завета није ме баш обесхрабрило. Стари завет даје обилно примере оштроумности која је ипак угодна Богу, и да је касније Христос рекао својим ученицима: „Ово вам нисам рекао од почетка... имам још много тога да вам кажем , али сада их не можете поднети “- па је овде телеолошка суспензија етичког правила казивања целе истине.
Сартр се успротивио постојању Бога: Ако постојање претходи суштини, из значења израза осећајно следи да осећајно биће не може бити потпуно или савршено. У Бићу и Ништавности Сартрова фраза гласи да би Бог био pour-soi (биће за себе; свест) који је уједно и en-soi (биће-у-себи; ствар) што је контрадикција у терминима. Критичари Сартра оповргли су овај приговор изјавом да почива на лажној дихотомији и неразумевању традиционалног хришћанског погледа на Бога. Кјеркегор је наложио судији Вилхелму да изрази хришћанску наду на овај начин или-или:
Било како било, „први“ садржи обећање за будућност, то је напредак, бескрајни импулс или, „прво“ не подстиче појединца; сила која је у првом не постаје сила која покреће, већ сила која одбија, она постаје она која одбија... Тако - зарад мало филозофског процвата, не пером већ мислима, Бог је само једном постао тело, и било би узалудно очекивати да се ово понови.
Сартр се сложио са Кјеркегоровом анализом Аврама који трпи анксиозност (Сартр то назива тескобом), али је тврдио да је Бог рекао Авраму да то учини. У свом предавању, Егзистенцијализам је хуманизам, Сартр се запитао да ли је Аврам требао сумњати да ли је Бог заиста разговарао с њим. По Кјеркегоровом мишљењу, Аврамова сигурност је потекла из тог „унутрашњег гласа“ који се не може демонстрирати или показати другом („Проблем долази чим Аврам жели да га се разуме“). За Кјеркегора је сваки спољни „доказ“ или оправдање само споља и изван предмета. Кјеркегоров доказ за бесмртност душе, на пример, утемељен је у мери у којој неко жели да живи вечно.
Вера је била нешто са чиме се Кјеркегор често хрвао током читаве своје каријере; под својим правим именом и под псеудонимима истраживао је много различитих аспеката вере. Ти различити аспекти укључују веру као духовни циљ, историјску оријентацију вере (посебно према Исусу Христу), веру која је дар од Бога, веру као зависност од историјског предмета, веру као страст и веру као решење за лични очај. Упркос томе, тврдило се да Кјеркегор никада не нуди потпун, експлицитан и систематичан приказ онога што је вера. Или / Или је објављено 20. фебруара 1843; углавном је написан током Кјеркегоровог боравка у Берлину, где је водио белешке о Шелинговој филозофији откровења. Према Routledge Companion to Philosophy and Religion, Или / Или се састоји од есеја књижевне и музичке критике, скупа романтичних афоризама, хировитог есеја о томе како избећи досаду, панегирика о најсрећнијем могућем човеку, дневник који говори о наводном завођењу и два огромна дидактичка и хортаторна етичка писма и беседа. Ово мишљење подсећа на врсту контроверзе коју је Кјеркегор покушао да подстакне у многим својим списима како за читаоце у својој генерацији, тако и за наредне генерације.

## Политички погледи
Током ретроспективних анализа на Кјеркегора се гледало као на аполитичног филозофа. Упркос томе, Кјеркегор је објавио дела политичке природе као што је његов први објављени есеј, критикујући женски покрет сифражеткиња.
Кјеркегор је често оспоравао културне норме свог доба, посебно брзо и некритичко усвајање хегелијанизма од стране филозофског естаблишмента, тврдећи да Хегелов систем „изоставља појединца“, и стога представља крајње ограничен поглед на живот. Напао је хегелијанизам разрађеном пародијом у свим својим делима од Или-Или закључног ненаучног постскрипта. Упркос својим примедбама на хегелијанизам, изразио је дивљење према Хегелу лично и чак би благонаклоно гледао на његов систем ако би био предложен као мисаони експеримент.

Кјеркегор је такође напао елементе културе које је просветитељство створило, као што су природне науке и разум који посматра природне науке, посебно да немају „апсолутно никакве користи“ и да:
Један стоји тамо без одбране, без икакве контроле. Истраживач одмах почиње да му одвлачи пажњу својим детаљима: Сад треба отићи у Аустралију, сад на Месец; сада у пећину; сада од Сатане, у дупе - да потражимо цревног црва; сада се мора користити телескоп; сада микроскоп: Ко то, дођавола, може поднети?
Кјеркегор се нагињао конзервативизму, личном пријатељу данског краља Кристијана VIII, кога је сматрао моралним претпостављеним сваког данског мушкарца, жене и детета, аргументирао је против демократије називајући је „најтиранскијим обликом владавине, "аргументишући у корист монархије говорећи:" Да ли је тиранија када једна особа жели владати остављајући остале нас остале ван? Не, али тиранија је када сви желе владати." Мат МекМанус је тврдио да Кјеркегор, док је и сам био конзервативан, аргументује против тога као довољно решење да нечији живот добије смисао. Кјеркегор је држао снажан презир према медијима, описујући их као „најјадније, најнепријатније од свих тиранија“. Био је критичан према данској јавности у то време означавајући их као „најопасније од свих сила и најбесмисленије“. Писање у Два века: књижевна критика која гласи:
Кад бих ову јавност замишљао као особу... највероватније бих помислио на једног од римских царева, импозантну, добро ухрањену фигуру која пати од досаде и зато жуди само за сензуалном титлацијом смеха, јер је божански дар духовитости недовољно светски. Дакле, ова особа, тромија него што је зла, али негативно доминантна, шета около тражећи разноликост.
Показивао је антисемитске ставове; на пример, описао је The Corsair као „јеврејску побуну против хришћана“. Такође се заложио против хомосексуалности, наводећи да се „пуноћа људске природе налази само у јединству мушкарца и жене“, иако је веровао да је у погледу служења Богу сексуалност била небитна „пред Богом не само за мушкарце и жене, али и за хомосексуалце и хетеросексуалце."
Кјеркегорова политичка филозофија је упоређена са неоконзервативизмом, упркос великом утицају на радикалне и антитрадиционалне мислиоце, религиозне и секуларне, као што су Дитрих Боноефер и Жан Пол Сартр. Такође је упоређена са анти-естаблишмент мишљу и описана је као „полазна основа за савремене политичке теорије.“

## Утицај
Многи филозофи 20. века, и теистички и атеистички, и теолози црпили су концепте из Кјеркегора, укључујући појмове беса, очаја и важности појединца. Његова слава као филозофа изузетно је порасла тридесетих година прошлог века, великим делом и због тога што је узлазни егзистенцијалистички покрет указивао на њега као на претечу, иако су га касније писци славили као изузетно значајног и утицајног мислиоца. Пошто је Кјеркегор одгајан као лутеран, спомен је као учитељ у Календару светаца лутеранске цркве 11. новембра и у Календару светаца епископске цркве са празником 8. септембра.
Кјеркегор је имао дубок утицај на психологију. Широко га сматрају оснивачем хришћанске психологије и егзистенцијалне психологије и терапије. Међу егзистенцијалистички (често називани „хуманистичким“) психолозима и терапеутима су Лудвиг Бинсвангер, Виктор Франкл, Ерих Фром, Карл Роџерс и Роло Меј.
Неки модерни теолози сматрају да је Кјеркегор „отац егзистенцијализма“. Због његовог утицаја и упркос томе, други само Мартина Хајдегера или Жан-Пола Сартра сматрају стварним „Оцем егзистенцијализма“. Кјеркегор је предвидео његову постхумну славу и предвидео је да ће његово дело постати предмет интензивног проучавања и истраживања.